# Gomesa alpina
Gomesa alpina är en orkidéart som beskrevs av Otto Porsch. Gomesa alpina ingår i släktet Gomesa och familjen orkidéer. Inga underarter finns listade i Catalogue of Life.